# Уго Малагуті
Уго Малагуті (італ. Ugo Malaguti, 21 липня 1945 Болонья, Італія — 26 вересня 2021, Болонья, Італія) — італійський прозаїк, редактор, перекладач, кіносценарист та видавець, один з провідних авторів національної фантастики. Очолював провідний італійський журнал наукової фантастики «Галассі» (Galassia), вів книжкову серію наукової фантастики у власному спеціалізованому видавництві. Вважається одним з основоположником національної фантастики, а його твори у 1960-1970-х роках мали революційний характер.
Українською твори Малагуті офіційно не перекладалися.

## Творчість
Популярність Малагуті принесли романи-притчі, що поєднують науково-фантастичні образи і сюжетні лінії з «вічними питаннями» філософської літератури, зокрема пошуками «істинної» релігії. В «Дивах Сатани» [Satana dei Miracoli] (1966) втікачі Землі, яка потрапила під владу технократів (а роботи-інквізитори посилають «єретиків» і «відьом» на вогнище), знаходять обітовану планету, що обіцяє їм жадану релігійну свободу; проблеми починаються, коли справжній господар планети — Сатана, котрий спочатку прикинувся добрим, вимагає від новонавернених прісних, щоб вони взялися за те ж, чим займалися їхні колишні гонителі-роботи: викорінювали єресь. Герой роману «Палац у небі» [Il Palazzo nei Cielo] (1970), позбавлений пам'яті, у своїх пошуках (на майже знелюднілій Землі, — а також на Марсі і Венері, де його приймають за месію), — міфічного Вічного Міста (про яке кажуть, що це — Сховище Пам'яті, створене самим Богом) відкриває своє минуле і своє «я». Виявляється, герой — це перевтілення всемогутнього комп'ютера; той мешкав у якомусь позахмарному замку, а потім, вирішивши спуститися вниз, до людей, щоб розділити їхню сумну самотність, стер власну пам'ять, залишивши собі лише ту її мізерну частку, що дозволяла проіснувати у вигляді людини. З оповідань автора виокремлюється науково-фантастичний памфлет «Стрілянина по живій мішені» (196.), написаний у співавторстві з Луїджі Коцца як безпосередня реакція на вбивство Кеннеді (справа відбувається в одному з американських штатів, де вбивство Президента стало свого роду священною традицією).

### Книги
- Оргія крові  (Orgia di sangue) , 1961 — повість
- Безсмертні гіганти  (I giganti immortali) , 1963 (під псевдонімом Х'ю Мейлон) — роман
- Система добробуту  (Il sistema del benessere), 1965 — роман
- Спадкоємці неба (Gli eredi del cielo) , 1965 — повість
- Сини Великого Ніщо  (I figli del grande nulla), в 1965 році (під псевдонімом Х'ю Мейлон) — роман
- S.O.S. для Галактики  (S.O.S. per la galassia), в 1965 році (під псевдонімом Х'ю Мейлон) — роман
- Дива Сатани  (Satana dei Miracoli), 1966 — роман
- Балада Алена Гарді  (La ballata di Alain Hardy), 1968 — роман
- Одісея Алена Гарді (L'odissea di Alain Hardy) , 1968 — роман
- Палац у небі  (Il Palazzo nei Cielo), 1970 — роман
- Випадок у горах  (Una storia tra i monti), 1970 — повість
- Пагода  (La pagoda), 1989 — повість
- Машина мрії  (La macchina dei sogni), 2001 — повість
- Палац у небі  (Una storia tra i monti), 2001 — повість